# Third Time Fo Yo’ Mind!!
Third Time Fo Yo’ Mind!! – trzeci album studyjny zespołu 1TYM, wydany 13 grudnia 2001 roku. Sprzedał się w liczbie 125 889 egzemplarzy (stan na marzec 2002 rok).

## Lista utworów
| Nr | Tytuł                                 | Słowa                  | Kompozycja            | Aranżacja | Czas |
| -- | ------------------------------------- | ---------------------- | --------------------- | --------- | ---- |
| 1. | "Nasty"                               | Teddy                  | Teddy                 | Teddy     | 3:42 |
| 2. | "Hello!?"                             | Teddy                  | Teddy                 | Teddy     | 3:23 |
| 3. | "Uwa!" (kor. 우와!)                   | Teddy                  | Teddy                 | Teddy     | 3:58 |
| 4. | "Make it Last"                        | Teddy                  | Teddy                 | Teddy     | 4:40 |
| 5. | "Eojesbam Iyagi" (kor. 어젯밤 이야기) | Park Gun-ho, Teddy     | Lee Ho-joon           | Teddy     | 3:52 |
| 6. | "Hip-Hop Kids"                        | Teddy, Song Baek-kyung | Teddy                 | Teddy     | 4:17 |
| 7. | "Eomeoni" (kor. 어머니)               | Teddy                  | Teddy                 | Teddy     | 3:37 |
| 8. | "Bus"                                 | Teddy                  | Teddy                 | Teddy     | 3:55 |
| 9. | "Sucka Busta"                         | Song Baek-kyung        | Ray Parker Jr., Teddy | Teddy     | 3:36 |

## Notowania
| Lista                                   | Najwyższa pozycja  |
| --------------------------------------- | ------------------ |
| Recording Industry Association of Korea | 12 (Monthly Chart) |